# Павутинна мозкова оболона
Павутинна мозкова оболона (лат. tunica arachnoidea encephali) — одна з трьох мозкових оболон, які покривають головний та спинний мозок. Вона утворена як похідна мезектодерми нервового гребеня ембріона.

## Структура
Павутинна мозкова оболона розташована між двома іншими мозковими оболонами — більш поверхневою й набагато товщою твердою мозковою оболоною та більш глибокою м'якою мозковою оболоною, від якої її відокремлює субарахноїдальний простір. Павутинна оболона — тоненька, напівпрозора, не має судин. Вона щільно прилягає до звивин мозку, але не заходить у борозни (за винятком поздовжньої щілини, яка розділяє ліву та праву півкулі головного мозку), внаслідок чого між судинною й павутинною оболонами утворюються підпавутинні (субарахноїдальні) цистерни (лат. cisternae subarachnoideae), заповнені спинномозковою рідиною (лат. liquor cerebrospinalis), за рахунок якої й відбувається живлення самої павутинної оболони. Спинномозкова рідина циркулює під павутинною оболоною в субарахноїдальному просторі в межах сітки трабекул, що простягаються між павутинною й м'якою оболонами. Павутинна оболона утворює так звані пахіонові / павутинні грануляції, через які спинномозкова рідина (ліквор) виходить із субарахноїдального простору й потрапляє до кров'яного русла. Грануляції, названі пахіоновими по імені дослідника Антоніо Паккіоні (Пахіоні), являють собою невеликі виступи, що проходять через тверду мозкову оболонку й сягають венозних синусів мозку.
На відміну від твердої мозкової оболони, яка має багату судинну сітку й живиться багатьма артеріями, павутинна оболона та м'яка оболона, що знаходиться під нею, зазвичай судин не мають.
Павутинна й тверда мозкові оболони прилягають щільно одна до одної в черепі й протягом хребетного каналу й далі до крижового сегменту S2, де ці дві оболони зливаються в одну кінцеву нитку (лат. filum terminale), яка кріпиться до кінця куприкового кінця хребетного каналу. Між твердою та павутинною мозковими оболонами знаходяться вени, що поєднують венозну систему мозку з венами твердої мозкової оболони.
Павутинну й м'яку мозкові оболони в спеціальній літературі іноді розглядають як єдину структуру — лептоменінкс (leptomeninx, від грец. λεπτός, що означає «тонкий»). Відповідно тверда оболона грецькою мовою називається пахіменінкс (pachymeninx). Ці грецькі терміни фігурують у назвах захворювань відповідних мозкових оболон — лептоменінгіту та пахіменінгіту

## Функція
Ліквор (спинномозкова рідина) циркулює в субарахноїдальному просторі (просторі між арахноїдальною й м'якою оболонами). Ця рідина виробляється хоріоідними судинним сплетенням шлуночків мозку, які безпосередньо зв'язані з субарахноїдальним простором. Спинномозкова рідина — прозора, безбарвна, виробляється приблизно на 500 мл / добу. Рівень електролітів, рівень глюкози та рН майже відповідають подібним рівням у плазмі крові, але наявність крові в лікворі завжди є ненормальним явищем.

## Етимологія
Назву «павутинна» ця оболона одержала за подібний до павутиння вигляд трабекул, які простягаються вниз через субарахноїдальний простір і прикріплюються до м'якої мозкової оболони (лат. pia mater — «ніжної матері»).

## Додаткові зображення

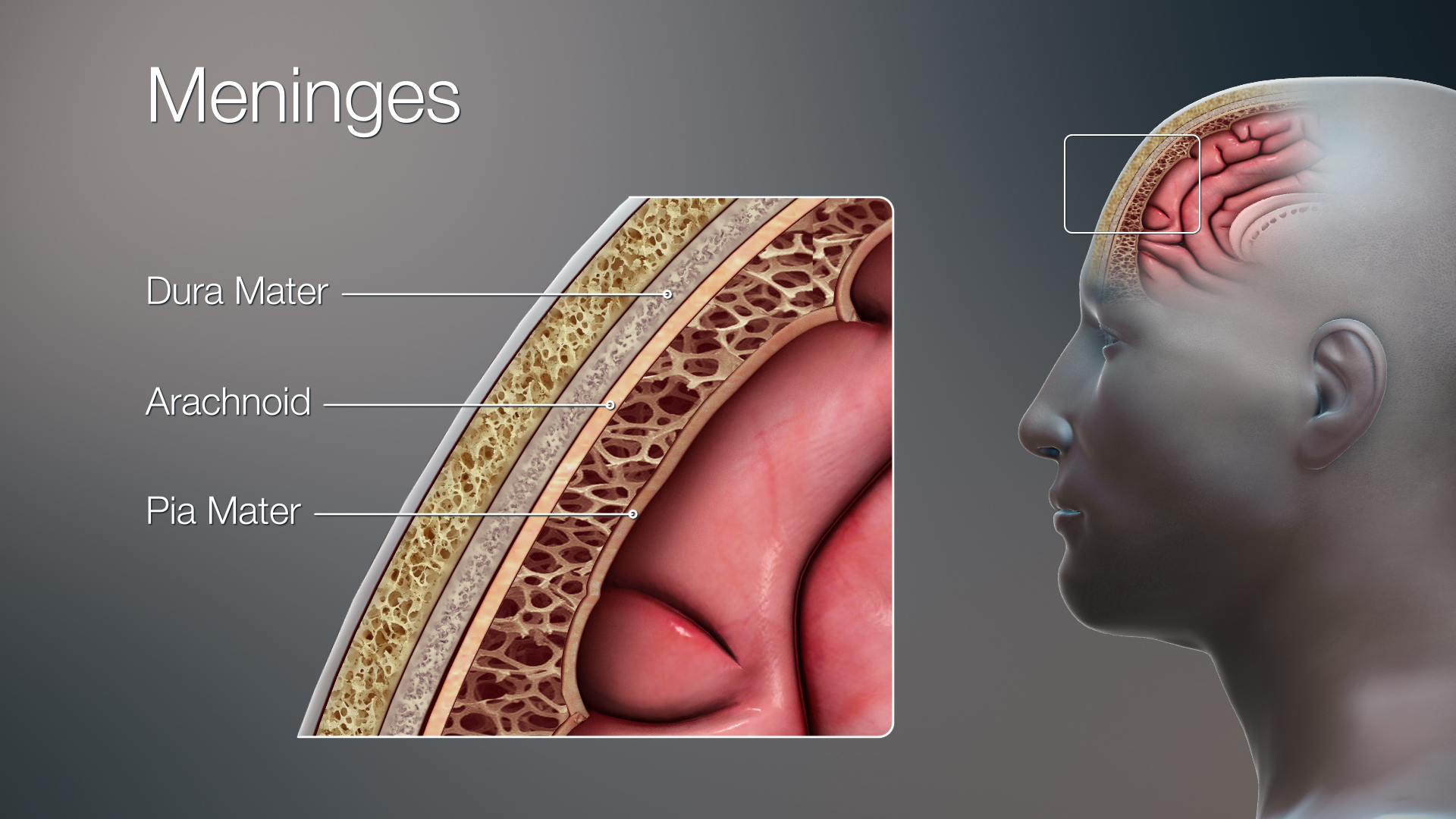
На зображенні павутинна оболона й підпавутинний простір
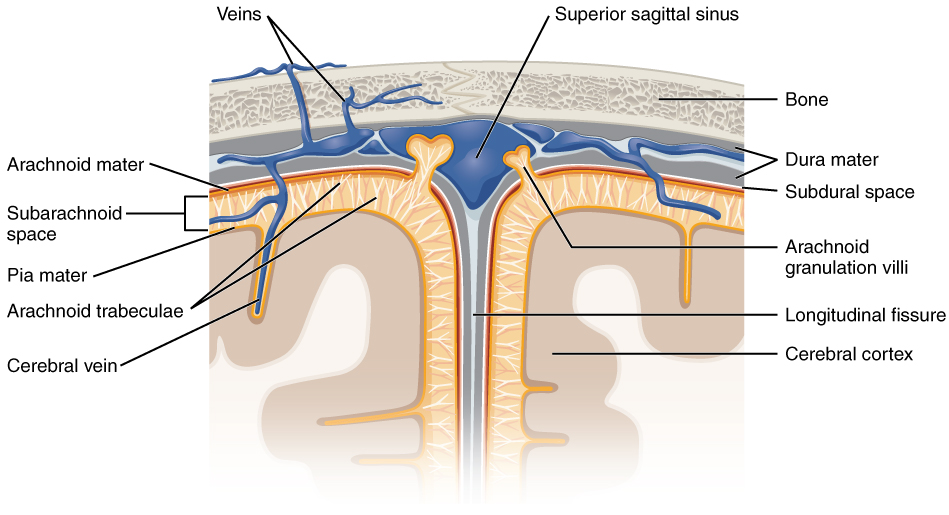
Структура павутинної оболони в тому числі павутинні (пахіонові) грануляції
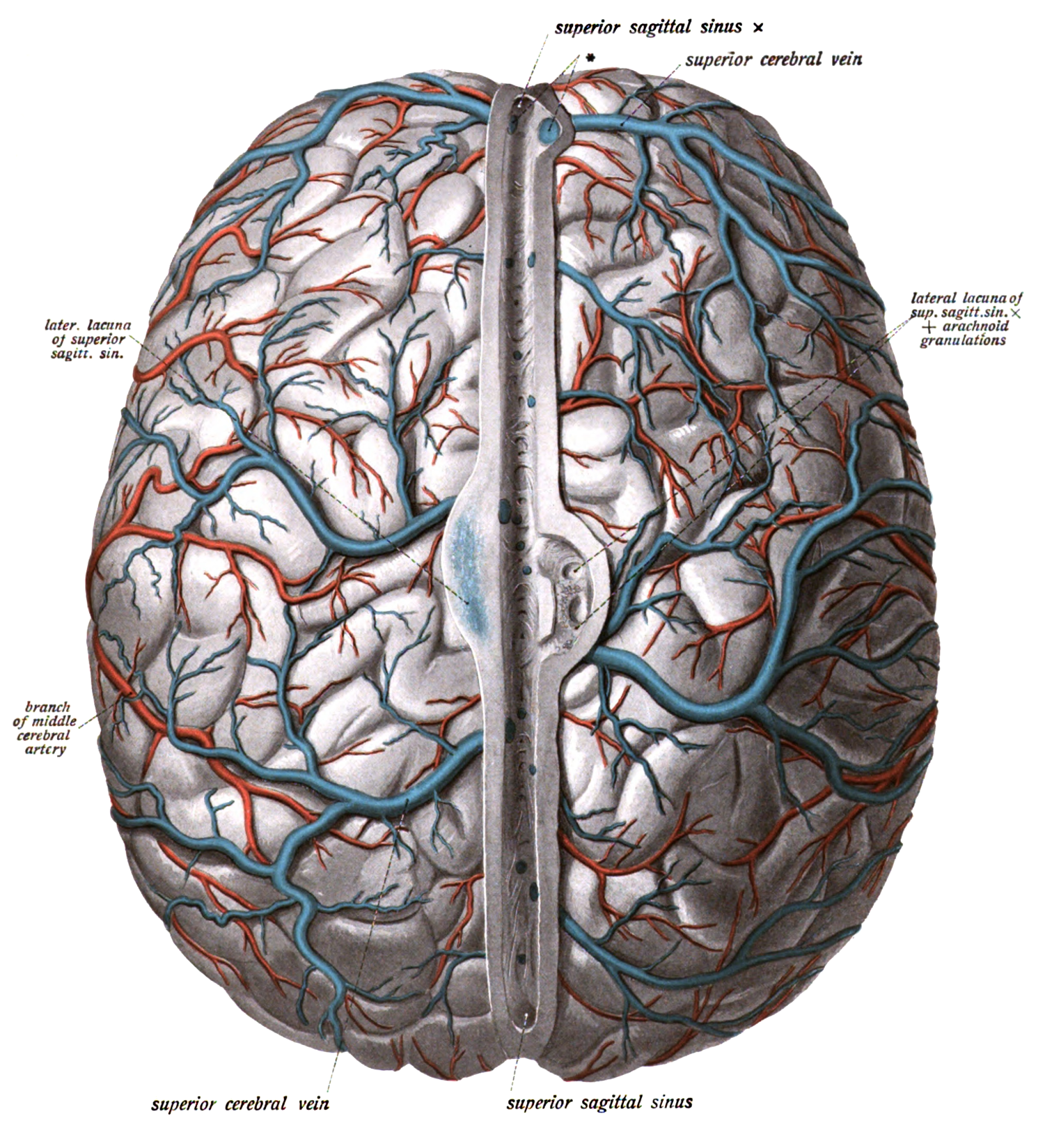
Павутинна речовина лежить під твердою мозковою оболонкою, артерії та вени проходять по ній.
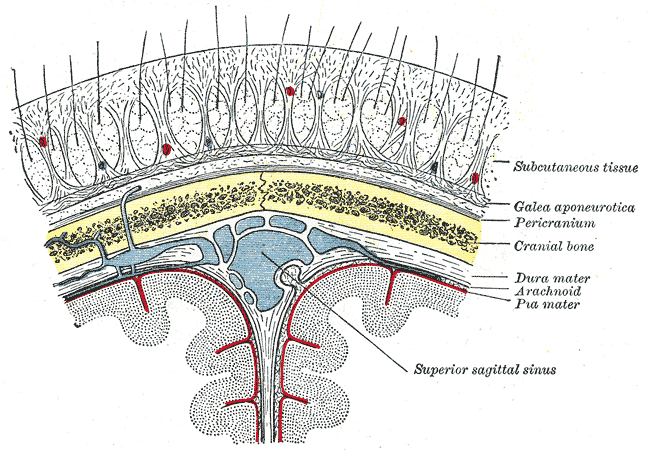
Схематичний зріз шкіри голови.
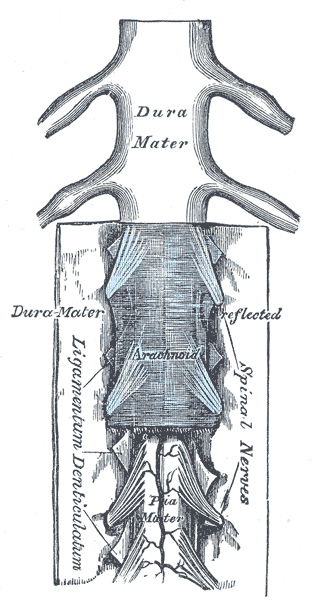
Довгастий мозок та його оболонки.
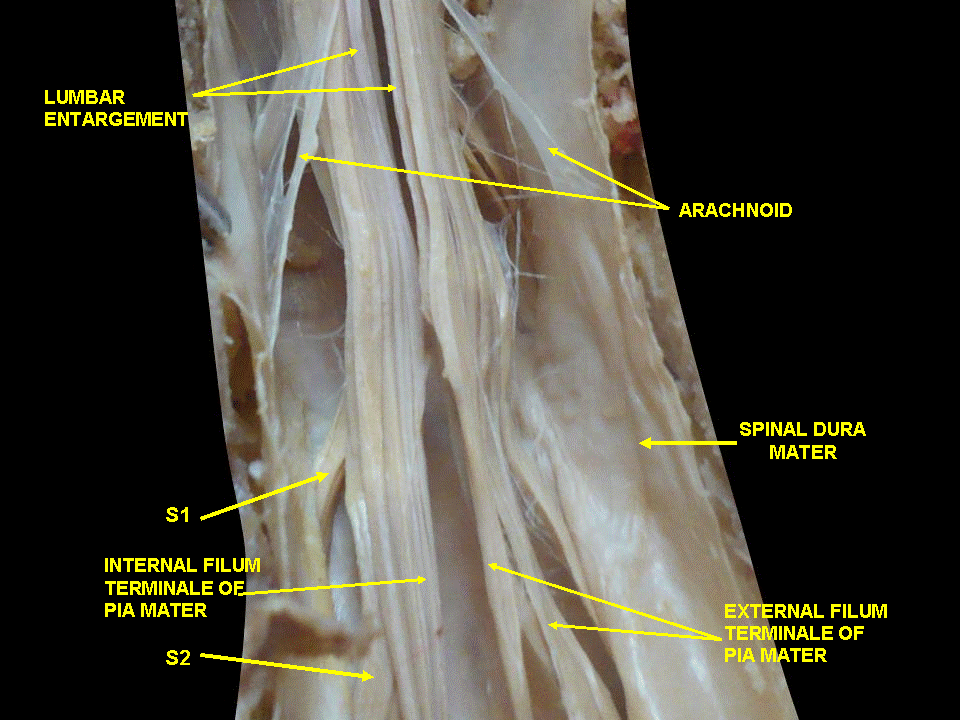
Спинний мозок. Оболони та нервові корінці. Глибокий переріз. Вигляд ззаду.
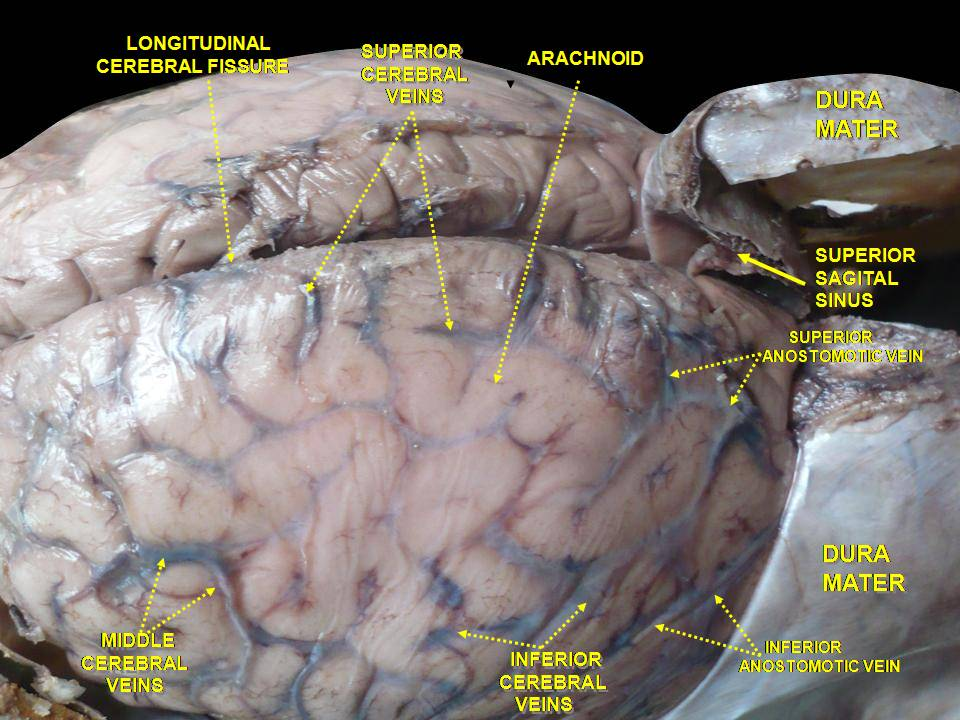
Оболони мозку та поверхневі мозкові вени. Глибокий розріз. Вигляд згори.
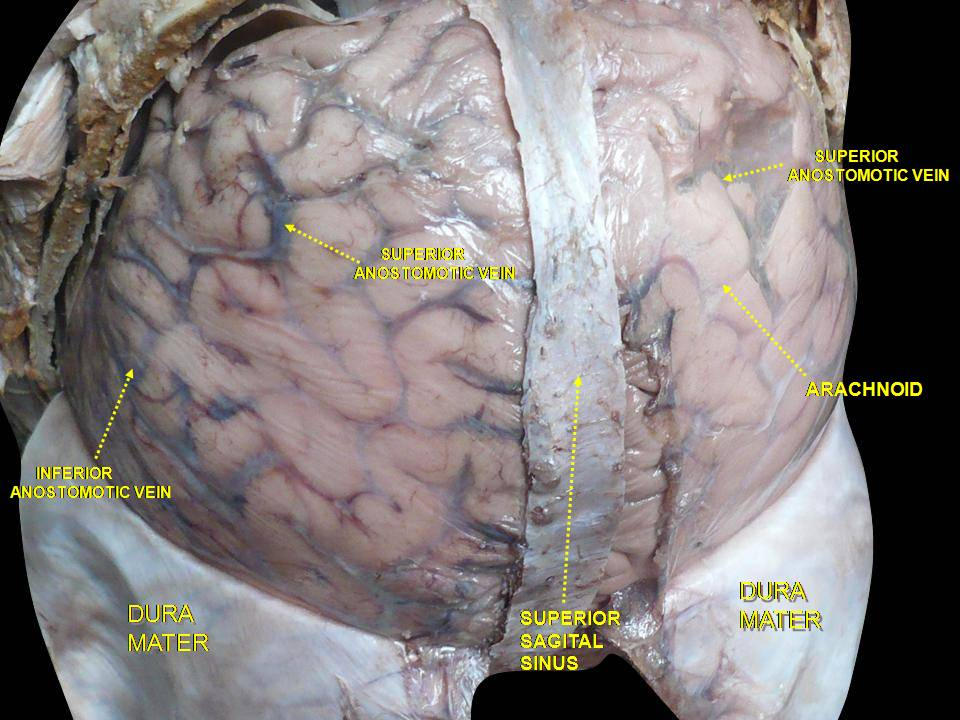
Оболони мозку та поверхневі мозкові вени. Глибокий розріз. Вигляд згори.